# Archiv für Kulturgeschichte
Archiv für Kulturgeschichte (AKG, auch AK, AfK, ArfK) ist der Titel einer deutschen geschichtswissenschaftlichen Fachzeitschrift, die im Böhlau Verlag erscheint. Die 1903 begründete Zeitschrift ist auf die Geistes- und Kulturgeschichte aller historischen Epochen ausgerichtet und enthält Aufsätze und Rezensionen.

## Geschichte
Georg Steinhausen schuf sich 1894 im Alter von 28 Jahren „mit der ‚Zeitschrift für Kulturgeschichte‘ ein eigenes Publikationsorgan“. Im Jahr davor hatte die Zeitschrift für deutsche Kulturgeschichte ihr Erscheinen eingestellt, in der Steinhausen mehrfach publiziert hatte und als deren Nachfolger (und „4. Folge“) er seine neue Zeitschrift sah. Nachdem auch die kulturhistorischen Periodika Ausland, Historisches Taschenbuch und Vierteljahrsschrift für Volkswirtschaft, Politik und Kulturgeschichte eingegangen waren, sah Steinhausen die Zeitschrift für Kulturgeschichte als Ersatz für diese alle und „einziges kulturhistorisches Hauptorgan“ an. In den Jahren als Herausgeber der Zeitschrift für Kulturgeschichte etablierte sich Steinhausen hauptberuflich als Bibliothekar, eine universitäre Laufbahn blieb ihm jedoch verwehrt. Als die Zeitschrift für Kulturgeschichte 1902 aufgrund von Problemen mit dem Verleger Emil Felber ihr Erscheinen einstellte, gründete Steinhausen als deren Nachfolger und neues Zentrum der deutschen Kulturgeschichtsschreibung das Archiv für Kulturgeschichte, das er ab 1903 im Verlag von Alexander Duncker herausgab.
Der Gründung des AKG waren in der Geschichtswissenschaft vor der Jahrhundertwende Richtungskämpfe um den Begriff der Kulturgeschichte vorausgegangen: Karl Lamprecht hatte als Leipziger Ordinarius im Methodenstreit der Geschichtswissenschaft die Kultur- und Wirtschaftsgeschichte für primär und die vorherrschende Politik- und Personengeschichte für sekundär erklärt. Damit war er auf massiven Widerstand in der Historikerzunft gestoßen. Steinhausen vertrat jedoch eine ganz andere Konzeption von Kulturgeschichte als Lamprecht.
Zum 1910 eingeführten Herausgeberkreis gehörten elf namhafte Geisteswissenschaftler, darunter Wilhelm Dilthey, Heinrich Finke und Aloys Schulte, die die geistes- und kulturgeschichtliche Ausrichtung der Zeitschrift prägten. Seit 1912 war Walter Goetz Mitherausgeber des AKG neben Steinhausen. Goetz brachte auch die Lamprechtsche Tradition der Kulturgeschichte stärker in die Zeitschrift ein, war er doch Schüler Lamprechts und wurde 1913 dessen Nachfolger als Professor in Leipzig und Leiter des dortigen Instituts für Kultur- und Universalgeschichte. Allerdings war durch Lamprechts Niederlage dessen Anspruch auf eine Führungsrolle der Kulturgeschichte verwässert, und Goetz wollte politische Geschichte stärker ins Profil der Zeitschrift einbeziehen.
Goetz prägte das AKG nach Steinhausens Tod 1933 als alleiniger Herausgeber. Nachdem die Zeitschrift 1944 kriegsbedingt eingestellt werden musste, erschien sie seit 1951 wieder herausgegeben von Goetz unter Mitarbeit von Herbert Grundmann und Fritz Wagner. Nach dem Tod Grundmanns 1970 ersetzte das AKG seine Rezensions-Rubrik Literatur- und Forschungsberichte durch Kulturgeschichtliche Umschau mit einem relativ festen Bearbeiter und Mitarbeiterkreis. Damit trat auch der spätere Herausgeber Egon Boshof in die Redaktion ein, der bis 2002 die Zeitschrift leitete. Von Boshof übernahm Helmut Neuhaus die Herausgabe, der bis zu seiner Emeritierung 2010 neben den Historikern Egon Boshof, Kurt Düwell und Gustav Adolf Lehmann den Soziologen Karl Acham, den Kunsthistoriker Günther Binding und die Germanisten Wolfgang Brückner und Michael Schilling zu Mitherausgebern berief. Die Nachfolge von Neuhaus trat Anfang 2010 der Erlanger Mittelalterhistoriker Klaus Herbers an.

## Ausrichtung
Das Archiv für Kulturgeschichte strebt Synthesen verschiedener Disziplinen zur Beschreibung einer Gesamtkultur an. Der Begriff Kulturgeschichte ist dabei weit ausgelegt, zeitlich ist das AKG auf die Epochen vom Mittelalter bis zur Gegenwart konzentriert. Die Zeitschrift ist philosophisch vom Methodischen Kulturalismus in der Tradition des Erlanger Konstruktivismus beeinflusst.
Seit 1951 erscheinen zusätzlich zu den halbjährlichen AKG-Heften auch Beihefte zum Archiv für Kulturgeschichte, bis 2002 erschienen 53 Bände in unregelmäßigen Abständen. Ein Jahrgang des AKG umfasst in der Regel rund 500 Seiten.